# Ярмарок Святого Хреста у Фігерасі
«Ярмарок Святого Хреста у Фігерасі» — картина  іспанського художника  Сальвадора Далі, написана орієнтовно у 1922 році. Зараз зберігається в колекції Театру-музею Далі.
Ця яскрава, насичена світлом робота присвячена ярмарку у Фігерасі, який проводився на початку травня, зазвичай біля третього числа, у зв'язку зі святом Святого Хреста. Слід звернути увагу на типово ярмаркових персонажів: тореадора, що їде в екіпажі на бій з биком; футболіста, який іде або повертається з поля та ще не зняв плаща; циркачів, козли, силачів на задньому плані та строкатий натовп. В нижньому правому куті виписане обличчя чоловіка, який, за словами Далі, приїздив на ярмарок із Франції.
У щоденнику 1919—1920 рр. «Мої враження та приватні мемуари» Далі яскраво описує ярмарок, відзначаючи ньому «невловимий еллінський дух». Він говорить про «яскраві, буяючі діяльністю» дні та атмосферу, яка прекрасно передана в цій картині.